# 计时学
计时学是一門关于时间测量或时间记录的科学。计时学的貢獻就是人們通過相關研究制定了时间的标准测量单位。时间测量的准确性和可靠性对于现代世界和科学研究而言至关重要。